# Mattias Gestranius
Mattias Gestranius, född 7 juni 1978 i Pargas, är en finländsk fotbollsdomare. Han blev FIFA-domare 2009.
I november 2018 blev Gestranius den andra finländska domaren genom tiderna att döma i Champions League och den första på 23 år sedan Ilkka Koho dömde 1995.